# Wahlkreis Stadtroda – Jena, Land
Der Wahlkreis Stadtroda – Jena, Land war ein Landtagswahlkreis zur Landtagswahl in Thüringen 1990, der ersten Landtagswahl nach der Wiedergründung des Landes Thüringen. Er hatte die Wahlkreisnummer 25.
Der Wahlkreis umfasste den kompletten damaligen  Landkreis Stadtroda mit folgenden Städten und Gemeinden: Albersdorf, Bobeck, Bollberg, Bremsnitz, Eineborn, Geisenhain, Gernewitz, Gneus, Gröben, Großbockedra, Hainbücht, Hellborn, Hermsdorf, Karlsdorf, Kleinbockedra, Kleinebersdorf, Bad Klosterlausnitz, Laasdorf, Lippersdorf-Erdmannsdorf, Meusebach, Möckern, Mörsdorf, Oberbodnitz, Ottendorf, Quirla, Rabis, Rattelsdorf, Rausdorf,
Reichenbach, Renthendorf, Ruttersdorf-Lotschen, St. Gangloff,
Scheiditz, Schleifreisen, Schlöben, Schöngleina, Stadtroda, Tautendorf, Tissa, Trockenborn-Wolfersdorf, Tröbnitz, Unterbodnitz, Waldeck, Waltersdorf und Weißbach sowie den vollständen damaligen Landkreis Jena-Land mit folgenden Städten und Gemeinden: Altenberga, Bibra, Bucha, Camburg, Cospeda, Dornburg/Saale, Dorndorf-Steudnitz, Drackendorf, Drößnitz, Dürrengleina, Eichenberg, Frauenprießnitz, Freienorla, Golmsdorf, Großeutersdorf, Großkröbitz, Großlöbichau, Großpürschütz, Gumperda, Hainichen, Hummelshain, Isserstedt, Jenalöbnitz, Jenaprießnitz, Kahla, Kleineutersdorf, Krippendorf, Kunitz, Lehesten, Lindig, Löberschütz, Maua, Milda, Münchenroda, Neuengönna, Orlamünde, Reinstädt, Rodias, Rothenstein, Schöps, Seitenroda, Sulza, Tautenburg, Wichmar, Zimmern, Zimmritz, Zöllnitz und Zöthen.

## Ergebnisse
Die Landtagswahl 1990 fand am 14. Oktober 1990 statt und hatte folgendes Ergebnis für den Wahlkreis Stadtroda – Jena, Land:
| Direktkandidat   | Partei (Kürzel) | Erststimmen (%) | Zweitstimmen (%) |
| ---------------- | --------------- | --------------- | ---------------- |
| Wolfgang Fiedler | CDU             | 47,0            | 46,9             |
|                  | Chr. L          | -               | 00,2             |
|                  | DFD             | 01,5            | 00,8             |
|                  | REP             | -               | 00,8             |
|                  | DBU             | -               | 00,3             |
|                  | DSU             | 04,1            | 03,4             |
|                  | F.D.P.          | 10,8            | 10,9             |
|                  | LL-PDS          | 06,9            | 06,9             |
|                  | NPD             | -               | 00,2             |
|                  | NFGRDJ          | 07,4            | 07,3             |
|                  | SPD             | 19,5            | 21,7             |
|                  | UFV             | 00,7            | 00,6             |

Es waren 49.624 Personen wahlberechtigt. Die Wahlbeteiligung lag bei 77,1 %.  Als Direktkandidat wurde Wolfgang Fiedler (CDU) gewählt. Er erreichte 47,0 % aller gültigen Stimmen.